# Carrànima

Carrànima, respecte del terme d'Abella de la Conca

Carrànima és una extensa partida rural del terme municipal d'Abella de la Conca, a la comarca del Pallars Jussà.
Està situada al nord-est de la vila d'Abella de la Conca, a l'esquerra del riu d'Abella, i comprèn la quasi totalitat de la Serra de Carrànima. El límit nord està format per tot un conjunt de partides, entre les quals les de l'Obac de Carrànima i el Serrat del Sastre; el de llevant, aquestes mateixes partides; el meridional, les partides de Faidella i de la Solana de Fonguera, i el de ponent, la de Fontanet.
Comprèn les parcel·les 108 a 110, 112 a 115, 227 a 229, 243 a 245 i 249 a 251 del polígon 2 d'Abella de la Conca; consta de 402,5119 hectàrees amb predomini de pinedes, pastures, zones de matolls i de bosquina, però amb alguns conreus de secà. Està inscrit com a Carràmia en el registre del Cadastre.

## Etimologia
La partida pren el nom de la Serra de Carrànima. Es tracta, així, doncs, d'un topònim romànic modern, de caràcter descriptiu.